# Municipio de Peru (Illinois)
El municipio de Peru (en inglés: Peru Township) es un municipio ubicado en el condado de LaSalle en el estado estadounidense de Illinois. En el año 2010 tenía una población de 10 732 habitantes y una densidad poblacional de 230,42 personas por km².

## Geografía
El municipio de Peru se encuentra ubicado en las coordenadas 41°19′28″N 89°8′6″O / 41.32444, -89.13500. Según la Oficina del Censo de los Estados Unidos, el municipio tiene una superficie total de 46.58 km², de la cual 45,26 km² corresponden a tierra firme y (2,81 %) 1,31 km² es agua.

## Demografía
Según el censo de 2010, había 10 732 personas residiendo en el municipio de Peru. La densidad de población era de 230,42 hab./km². De los 10 732 habitantes, el municipio de Peru estaba compuesto por el 93,76 % blancos, el 0,72 % eran afroamericanos, el 0,25 % eran amerindios, el 1,74 % eran asiáticos, el 2,09 % eran de otras razas y el 1,44 % eran de una mezcla de razas. Del total de la población el 6,09 % eran hispanos o latinos de cualquier raza.